# Slittino ai II Giochi olimpici giovanili invernali - Singolo maschile
Nello slittino ai II Giochi olimpici giovanili invernali di Lillehammer 2016 la gara del singolo maschile si è tenuta il 14 febbraio a Lillehammer, in Norvegia, sulla pista olimpica omonima.
Hanno preso parte alla competizione 22 atleti in rappresentanza di 21 differenti nazioni. La medaglia d'oro è stata conquistata dal lettone Kristers Aparjods, davanti al tedesco Paul-Lukas Heider, medaglia d'argento, e al canadese Reid Watts, bronzo.

## Risultato
| Pos. | Pett. | Atleti                | Nazione       | 1ª manche | 2ª manche | Totale   | Distacco |
| ---- | ----- | --------------------- | ------------- | --------- | --------- | -------- | -------- |
|      | 7     | Kristers Aparjods     | Lettonia      | 47"691    | 47"618    | 1'35"309 | –        |
|      | 8     | Paul-Lukas Heider     | Germania      | 47"999    | 47"956    | 1'35"955 | +0"646   |
|      | 12    | Reid Watts            | Canada        | 48"086    | 47"908    | 1'35"994 | +0"685   |
| 4    | 2     | Bastian Schulte       | Austria       | 48"125    | 47"924    | 1'36"049 | +0"740   |
| 5    | 9     | Fabian Malleier       | Italia        | 48"082    | 48"037    | 1'36"119 | +0"810   |
| 6    | 5     | Evgenij Petrov        | Russia        | 47"979    | 48"177    | 1'36"156 | +0"847   |
| 7    | 10    | Ivan Nagler           | Italia        | 48"105    | 48"139    | 1'36"244 | +0"935   |
| 8    | 13    | Aleksander Melaas     | Norvegia      | 48"239    | 48"150    | 1'36"389 | +1"080   |
| 9    | 21    | Leonard Cepoi         | Moldavia      | 48"656    | 48"580    | 1'37"236 | +1"927   |
| 10   | 11    | Lucas Gebauer-Barrett | Gran Bretagna | 48"821    | 48"650    | 1'37"471 | +2"162   |
| 11   | 3     | Lasha Peradze         | Georgia       | 48"721    | 48"786    | 1'37"507 | +2"198   |
| 12   | 2     | Svante Kohala         | Svezia        | 48"999    | 48"677    | 1'37"676 | +2"367   |
| 13   | 4     | Ihor Stachiv          | Ucraina       | 48"964    | 48"771    | 1'37"735 | +2"426   |
| 14   | 1     | Richard Gavlas        | Slovacchia    | 48"895    | 48"949    | 1'37"844 | +2"535   |
| 15   | 16    | Justin Taylor         | Stati Uniti   | 48"908    | 49"248    | 1'38"156 | +2"847   |
| 16   | 19    | Adrien Maître         | Francia       | 49"826    | 49"096    | 1'38"922 | +3"613   |
| 17   | 20    | Michael Lejsek        | Rep. Ceca     | 49"676    | 49"992    | 1'39"668 | +4"359   |
| 18   | 14    | Chiang Chun-hung      | Taipei cinese | 49"998    | 50"624    | 1'40"622 | +5"513   |
| 19   | 18    | Cengizhan Kaplan      | Turchia       | 50"410    | 51"378    | 1'41"788 | +6"479   |
| 20   | 17    | Kacper Tarnawski      | Polonia       | 58"299    | 49"746    | 1'48"045 | +12"736  |
| '    | 15    | Ajduan Rizov          | Bulgaria      | DNF       | -         | DNF      | -        |
| '    | 6     | Theodor Andrei Turea  | Romania       | DNF       | -         | DNF      | -        |

Data: Domenica 14 febbraio 2016

Ora locale 1ª manche: 10:00

Ora locale 2ª manche: 11:15

Pista: Pista Olimpica di Lillehammer
Legenda:
- Pos. = posizione
- Pett. = pettorale
- DNF = gara non conclusa (Did Not Finish)
- in grassetto: miglior tempo di manche